# The Ivy League (groupe)
Ne doit pas être confondu avec Ivy League.
The Ivy League est un groupe britannique de rock, originaire d'Angleterre. Il obtient le succès avec deux singles classés au top 10 de l'UK Singles Chart en 1965. À l'origine trio vocal pop rock complété par des musiciens de studio, il continue, à travers des changements de personnel, et revient dans les années 1960-1970, puis en 2014.

## Historique
The Ivy League est formé à l'initiative de deux musiciens et choristes de studio, John Carter (né en 1942) et Ken Lewis (1940-2015), tous deux originaires de Birmingham, et qui chantaient et jouaient ensemble au début des années 1960 dans une formation appelée Carter-Lewis and the Southerners. En août 1964, ils rencontrent à Londres l'ingénieur du son Perry Ford. Constatant que leurs voix se combinent bien, ils forment un trio sous le nom de The Ivy League et commencent à enregistrer. Également actif comme ensemble vocal de studio, le groupe fait notamment les chœurs de I Can't Explain des Who.
Carter et Lewis écrivent aussi des chansons pour d'autres artistes. L'une de leurs compositions, Can't You Hear My Heartbeat, confiée aux Herman's Hermits et sortie le 12 février 1965 aux États-Unis, y arrive 2e du Billboard Hot 100. Sous son nom, The Ivy League obtient en 1965 un premier succès au Royaume-Uni avec Funny How Love Can Be, 8e des charts, That's Why I'm Crying (22e), et surtout Tossing and Turning, qui se classe 13 semaines durant aux charts et culmine à la 3e place, mais n'atteint que la 83e place aux États-Unis.
Tous ces morceaux, cosignés Carter-Lewis (Carter-Lewis-Ford pour Tossing and Turning) se caractérisent par de riches harmonies vocales, soutenues par des musiciens de studio comme Clem Cattini à la batterie et Mick O'Nell à l'orgue. Le style est assez semblable à celui des Hollies et des innombrables groupes britanniques qui tentent à cette époque de se faire une place dans le sillage des Beatles.
Le trio original ne compte qu'un album This is the Ivy League (1965) – qui déçoit la presse spécialisée avant le départ de Carter et Lewis. Carter quitte le groupe en janvier 1966, et Lewis fait de même un an plus tard. Le duo lance ensuite une société de production appelée Sunny Records.
Ils se font producteurs et managers, donnant notamment naissance à The Flower Pot Men et écrivant leur grand succès Let's Go to San Francisco (1967) et Tomorrow is Another Day (1969), et laissant Perry Ford recruter de nouveaux musiciens et chanteurs pour continuer The Ivy League. D'autres singles suivent comme Willow Tree et My World Fell Down.
Le groupe revient en 2014 pour un concert au Bournemouth Pavilion Theatre, sous forme de trio instrumental (guitare-basse-batterie) et vocal spécialisé dans les tournées « nostalgie années 60 », bien que plus aucun de ses membres de l'époque n'y figure. 

## Membres

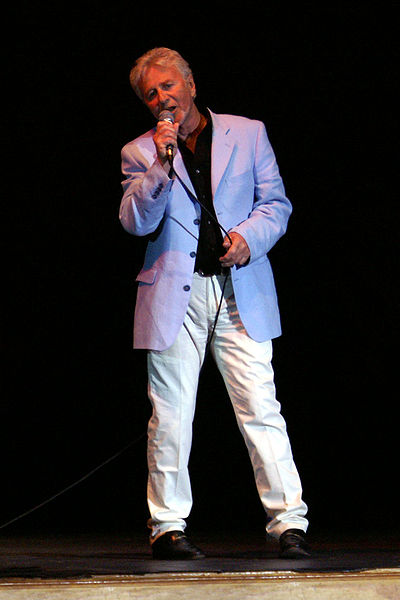
Tony Burrows.

- John Carter – chant
- Ken Lewis – chant, guitare
- Perry Ford – chant
- Clem Cattini – batterie
- Mick O'Nell – orgue
- Dave Winter – basse
- Mickey Keene – guitare solo
- Bill Clarke[6] – basse
- Tony Burrows – chant
- Neil Landon – chant, guitare
- Robert Young – chant